# Legeslegjobb cimborák
A Legeslegjobb cimborák (eredeti cím: Mullewapp – Das große Kinoabenteuer der Freunde) 2009-ben bemutatott német–olasz–francia 2D-s számítógépes animációs film, amely Helme Heine és Gisela von Radowitz Cimborák könyvsorozata alapján készült. Az animációs játékfilm rendezői Tony Loeser és Jesper Møller, producerei Malika Brahmi, Tony Loeser és Stefania Raimondi, a forgatókönyvet Bettine és Achim von Borries írta, a zenéjét Andreas Hoge szerezte. A mozifilm a MotionWorks gyártásában készült, a Kinowelt Filmverleih forgalmazásában jelent meg. 
Németországban 2009. július 23-án mutatták be a mozikban, Magyarországon 2010. november 18-án adták ki DVD-n.

## Szereplők
| Szereplő                | Eredeti hang                                     | Magyar hang                                         |
| ----------------------- | ------------------------------------------------ | --------------------------------------------------- |
| Johnny Mauser, az egér  | Benno Fürmann                                    | Hevér Gábor                                         |
| Franz, a kakas          | Christoph Maria Herbst                           | Vári Attila                                         |
| Waldermar, a disznó     | Joachim Król                                     | Sótonyi Gábor                                       |
| Marilyn, a tyúk         | Katarina Witt                                    | Kiss Erika                                          |
| Felhő, a bárány         | Maximiliane Häcke                                | Gerő Bence                                          |
| Farkas                  | Volker Wolf                                      | Melis Gábor                                         |
| Ablatus, a kecske       | Hans Bayer                                       | Cs. Németh Lajos                                    |
| Róka                    | René Heinersdorff                                | Vincze Gábor Péter                                  |
| Bello, az öregkutya     | Hans-Gerd Kilbinger                              | Versényi László                                     |
| Milli néni, a tehén     | Hildegard Krekel                                 | Kocsis Mariann                                      |
| Leila, a tyúk           | Vanessa Wunsch                                   | Szabó Gertrúd                                       |
| Lulala, a tyúk          | Silke Linderhaus                                 | Orosz Anna                                          |
| Jenny, a tyúk           | Katja Liebing                                    | Oláh Orsolya                                        |
| Anna, az öreg tyúk      | Karin Buchali                                    | Bókai Mária                                         |
| Leo, a kandúr           | Gregor Höppner                                   | Koncz István                                        |
| Színházigazgató bulldog | Hans Teuscher                                    | Petridisz Hrisztosz                                 |
| Macska színésznő        | N/A                                              | Nádasi Veronika                                     |
| Csibék                  | Annabel Wolf Emma Grimm Gustav Häcke Stella Wolf | Jelinek Éva Kiss Bernadett Pekár Adrienn Penke Soma |

## Televíziós megjelenések
- FilmBox
- Film+ 2, Film+, Story4